# Luzcando
Luzcando es un despoblado que actualmente forma parte de la localidad de Musitu, del concejo de Real Valle de Laminoria, que está situado en el municipio de Arraya-Maestu, en la provincia de Álava, País Vasco (España).

## Toponimia
A lo largo de los siglos ha sido conocido también con el nombre de Luscando.

## Historia
Situado entre las localidades de Guereñu y Musitu, y habitado desde época romana, de la que se han encontrado varias inscripciones en lápidas, está documentado desde el siglo XIII, cuando pertenecía al arciprestazgo de Eguilaz y a finales del siglo XIX consta como deshabitado.
Hacia mediados del siglo XIX, el lugar, por entonces perteneciente al ayuntamiento de Iruraiz, tenía contabilizada una población de diez habitantes. Aparece descrito en el décimo volumen del Diccionario geográfico-estadístico-histórico de España y sus posesiones de Ultramar de Pascual Madoz con las siguientes palabras:

LUZCANDO: l. del ayunt. de Iruraiz, en la prov. de Alava (á Vitoria 5 leg.), part. jud. de Salvatierra (1), aud. terr. de Burgos (25), c. g. de las Provincias Vascongadas, dióc. de Calahorra (18). sit. al pie de la sierra de su nombre, disfruta de clima saludable; le combate el viento SO., y se padecen constipados y pulmonías. Tiene 3 casas; igl. parr. (San Vicente) aneja de Alaiza por cuyo cura se halla servida. El térm. que se estiende medio cuarto de N. á S. é igual dist. de E. á O., confina N. Langarica; E. Alaiza; S. Musitu, y O. Guereñu; y comprende en su radio un monte comun entre este l. y Alaiza, poblado de hayas. El terreno es de inferior calidad; le atraviesa un arroyo que baja del monte mencionado y va en direccion de Langarica. caminos: los locales en mediano estado. El correo se recibe de Salvatierra. prod: trigo, maiz y algunas legumbres: cria de ganado lanar y vacuno; caza de perdices, liebres y becadas. pobl.: 3 vec., 10 alm. riqueza y contr.: con su ayunt. (V.)
(Madoz, 1847, p. 475)

Actualmente sus tierras son conocidas con el topónimo de Luzkando.

## Demografía
| Gráfica de evolución demográfica de Luzcando entre 1801 y 2018 |
|                                                                |
| según los censos de población de la Enciclopedia Auñamendi.    |